# Frithjof Kleen
Frithjof Kleen (* 25. Juni 1983 in Berlin) ist ein deutscher Segler in der Star-Klasse.

## Leben
Frithjof Kleen ist Sportsoldat und startet für den Norddeutschen Regatta Verein und den Verein Seglerhaus am Wannsee. 1996 begann er in der Bootsklasse Optimist mit dem Segelsport, ein Jahr später wechselte er in die 420er Jolle. 1998 gehörte er in der Klasse der Bundesauswahl für die Auswahl in Australien an. 2002 begann er in der Star-Klasse zu segeln, seit 2004, dem Jahr seines Abiturs, ist er Bestandteil der deutschen Nationalmannschaft. 2007 begann er ein Studium für Spitzensportler an der Universität Oldenburg, seit 2008 gehört er dem Sportförderkader der Bundeswehr an. Ab 2009 gehörte er dem deutschen Segel-A-Kader an.
Zunächst bildete Kleen als Vorschoter ein Duo mit Steuermann Matthias Miller und wurde mit diesem bei seinen ersten internationalen Meisterschaften, den Europameisterschaften 2005 in Västervik, den 16. Platz. 2005 bis 2007 führte er mit seinen jeweiligen Partnern die nationale Rangliste an. 2006 wurden sie Deutsche Vizemeister, bei den Europameisterschaften in Hamburg Zehnter. Für die Olympischen Spiele 2008 kamen sie in den Perspektivkader, schafften die Qualifikation am Ende gegen Ingo Borkowski und Marc Pickel nicht. 2007 wurde Alexander Hagen sein Steuermann. Bei den Weltmeisterschaften in Cascais wurden Kleen/Hagen 16., bei den Europameisterschaften in Malcesine 19. Beim Weltcuprennen in Kiel kamen sie 2007 wie auch 2008 auf den dritten Rang. 2008 gewann er auch die Deutsche Meisterschaft und den Gold Europa Cup Star. 2009 wurde Alexander Schlonski Kleens Steuermann. In Kiel wurden sie 28. der Europameisterschaften, verpassten nur wenige Wochen später in Varberg bei den Weltmeisterschaften als Viertplatzierte eine Medaille. In der Gesamtweltcupwertung wurden sie Fünfte, die nationale Rangliste des Jahres führten sie an. Weniger gut die Platzierungen bei den internationalen Meisterschaften. War der 12. Rang bei den Weltmeisterschaften von Rio de Janeiro noch im Rahmen, war der 30. Rang bei den Europameisterschaften in Viareggio eher negativ zu bewerten. Danach trennte sich Alexander Schlonski überraschend von Frithjof Kleen. Frithjof Kleen segelte ab Sommer an der Vorschot internationaler Steuerleute und das sehr erfolgreich. In Weymouth gewann er mit Steuermann Peter Oleary (Irland) den Weltcup, bei den North American Championships gewann er den Titel mit George Szabo. Robert Scheidt (brasilianischer Superstar) sicherte sich ebenfalls die Dienste des Deutschen. 2010 und 2011 erreichten sie den ersten Rang der Weltrangliste. Bei der Eastern Hemisphere-Meisterschaft wurden sie Zweite. Seit 2010 gehörte er zum Perspektivkader für die Olympischen Spiele 2012 in London.
2011 bildete Kleen mit Robert Stanjek ein neues Segelduo. Schnell stellten sich Erfolge ein. Beim Weltcup in Palma wurden sie Zweite, ebenso bei den Weltmeisterschaften in Perth hinter Robert Scheidt und Bruno Prada. Im Gesamtweltcup wurden sie Vierte. Ein persönlicher Erfolg war die Wahl zum Segler des Jahres 2011. Die Europameisterschaften 2012 in San Remo beendeten sie als Neunte, die Weltmeisterschaften in Hyères als Elfte. Damitz qualifizierten sich Stanjek/Kleen für die Olympischen Spiele. Bei den Wettbewerben vor Weymouth wurden sie Sechste. Eine bessere Platzierung verhinderte eine Disqualifizierung im siebten Wertungslauf. Das Medal Race beendeten sie als Dritte und erreichten damit ihre beste Platzierung bei der olympischen Rennserie.
2008 wurde Kleen Weltmeister der Klasse Swan 45. Ein Jahr später wurde er Dritter der Weltmeisterschaften. Bei den Drachen-Europameisterschaften gewann er mit seinem Team als Trainer die Silbermedaille, beim Gold Cup war sein Team Sieger.

## Auszeichnungen
- 2013 erhielt er „die goldenen Ehrennadel des Berliner Segler-Verbandes für seine Teilnahme an den Olympischen Spielen 2012 und ihre seglerischen Erfolge“.[1]